# Université autonome métropolitaine
 (juillet 2025).
Pour les articles homonymes, voir UAM.
L'Université autonome métropolitaine (en espagnol, Universidad Autónoma Metropolitana) connue sous son sigle d'UAM est une université publique mexicaine fondée en 1974 par décret de Luis Echeverría, président du Mexique à cette époque. Il dispose de cinq unités scolaires situés dans Mexico et son aire urbaine. Ces unités sont Azcapotzalco, Cuajimalpa, Iztapalapa, Lerma et Xochimilco.
L'étude comparative des universités mexicaines (ECUM) positionne l'université que la deuxième université au Mexique d'avoir un plus grand nombre d'enseignants et de chercheurs à temps plein doctorat; le deuxième à avoir chercheurs et incorporé dans le système national des chercheurs (SNI) le second en ayant des chercheurs de niveau 3 de la même. Une des plus grandes universités au Mexique en offrant le plus grand nombre de la recherche. Comme la deuxième institution à avoir publications dans des revues à comité de lecture, comme le Latindex et revues inclus dans l'indice des revues mexicaines de Recherche Scientifique et Technologique du Conseil national des sciences et de la technologie (CONACYT) et le second d'avoir magazines dans le même, ce est aussi parmi les quatre premiers avec le plus grand nombre de brevets délivrés au Mexique.

## Histoire
Une fois que le mouvement étudiant 1968 historique au Mexique a conclu, après d'autres mouvements ultérieurs de l'éducation et des améliorations sociales prétendent, la nécessité d'une réforme globale de l'éducation au Mexique est devenu évident.
En 1973, lors de l'administration du président Luis Echeverría, l'Association nationale des universités et établissements d'enseignement supérieur (ANUIES), a présenté un document au président de la république en notant la nécessité d'établir une nouvelle université dans la région métropolitaine Mexico, en prenant en considération les questions telles que l'augmentation de la demande de l'étudiant et de l'insuffisance croissante des universités existantes d'admettre plus d'étudiants.

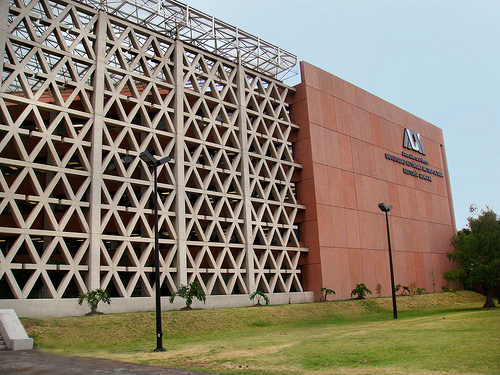
Presbytère général de l'UAM.

Il est ensuite proposé que le projet de l'université naissante présente aussi l'occasion de moderniser l'enseignement supérieur dans le pays. Les caractéristiques attendues de la nouvelle université devaient être publique, métropolitaine, indépendante, plus innovante à ses termes pédagogiques et organisationnelles.
Ce est dans de telles attentes entrée en vigueur de la loi pour la création de l'Université autonome métropolitaine, le 1er janvier 1974. Le 10 janvier de cette année, il a été nommé premier directeur de l'architecte Pedro Ramirez Vazquez.
L'université est constituée depuis sa création par trois disques physiques, qui sont situés dans les quartiers d'Iztapalapa, Azcapotzalco et Xochimilco, avec l'idée de promouvoir la décentralisation et permettent le plein épanouissement de chacun. Dans, la recherche scientifique empirique dans Iztapalapa (UAM-I) Unité est situé, carrières traditionnelles que l'ingénierie civile et l'architecture à l'Unité Azcapotzalco (UAM-A) et le domaine de la santé à Xochimilco (UAM -X). Par la suite, il a été décidé que son organisation interne serait composé de divisions et départements universitaires, créant un contraste avec les écoles et collèges des universités existantes. Chaque division rassembler divers domaines de connaissances et disciplines connexes chaque département, pour donner une structure souple qui empêche le retard que l'éducation a souffert par rapport aux progrès de la science.
Le premier recteur de unité Iztapalapa était le Dr Alonso Fernández González et a commencé ses activités le 30 septembre, 1974. À son tour, le recteur de l'unité Azcapotzalco était le Dr Juan Casillas García de León, qui a ouvert 11 novembre 1974. Pour la unité Xochimilco était Recteur Dr Ramón Pérez Villarreal, lancer également dans l'enseignement.
Récemment, la possibilité de créer une nouvelle unité de l'UAM a été analysée. Le 26 avril 2005, le collège académique de l'institution a approuvé la création de unité Cuajimalpa, nomination en juin de cette année, la Dr Magdalena Fresán Orozco comme le premier recteur. Les activités de l'unité tiré officiellement 14 septembre 2005, en utilisant différents endroits, d'abord à l'Université ibéro-américaine. Puis il a fallu trois installations temporaires: Baja California, Aritficios et constituants constituante en ajoutant un quart dans 647. Sa position finale a été réalisée en 2014 sur la base de "Scorpion", ancien terrain de Forest reboisement zone spéciale et vente forestières industrielles, le qui ne avait pas été en mesure de construire le manque de sécurité juridique et de l'opposition des résidents locaux à l'urbanisation forêt Ocotal à la Venta dans Cuajimalpa.

## Structure

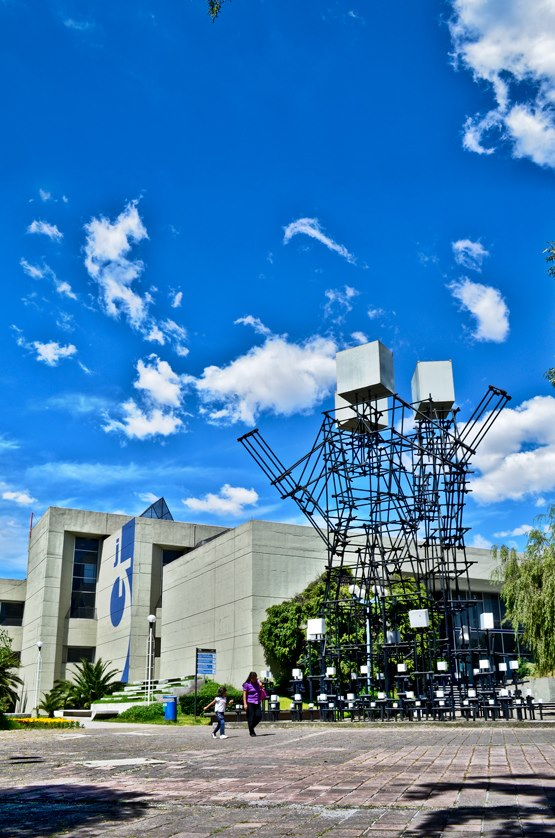
UAM Xochimilco (2014).

Le presbytère général est responsable de l'administration des unités d'enseignement de l'université. Ici, on dépose quatre des organes les plus importants de l'UAM.
À la tête des autorités universitaires est le primordial, assistée par le secrétaire général. À son tour, chaque unité possède sa propre administration et assistée par le secrétaire de l'unité. Chaque unité est organisée par les divisions, regroupées «départements». Un département est l'ensemble des enseignants-chercheurs organisés en domaines de recherche à l'appui des groupes de recherche au sein du département, ceux qui sont définis à partir d'un objet d'étude et organisé par des programmes et projets de recherche.

### Organes
Selon la législation de l'Université dans ses organes, une UAM Charte et certaines de ses caractéristiques sont les suivantes :
- le Conseil : autorité responsable, entre autres, d'élire le recteur général ;
- le Collège universitaire : l'organisme responsable, entre autres, d'émettre les règles et règlements d'application générale pour une meilleure organisation et la performance technique, les professeurs et l'université ;
- le Recteur général : est le représentant légal de l'institution ; Il exerce ses fonctions pendant quatre ans et peut être réélu ; est responsable de l'application des règlements émis par le Collège universitaire ;
- le Conseil : sa fonction principale est d'obtenir les revenus nécessaires pour financer l'université, ainsi que de gérer et valoriser le patrimoine de l'Université ;
- les Conseils académiques : est chargé de proposer des mesures possibles du corps appropriée pour améliorer les activités de l'unité de l'université ;
- l'unité de guidage : représentera les unités universitaires respectifs, et le président du conseil académique de chaque unité ;
- le divisionnaire Conseils : formuler des plans et des programmes universitaires de la division ;
- les directeurs de division sont : les présidents des conseils divisionnaires, leur tâche principale est de proposer au conseil de division respective les mesures nécessaires pour améliorer les activités de chaque division ;
- les chefs de département : sont responsables de la bonne marche du département.

## Identité

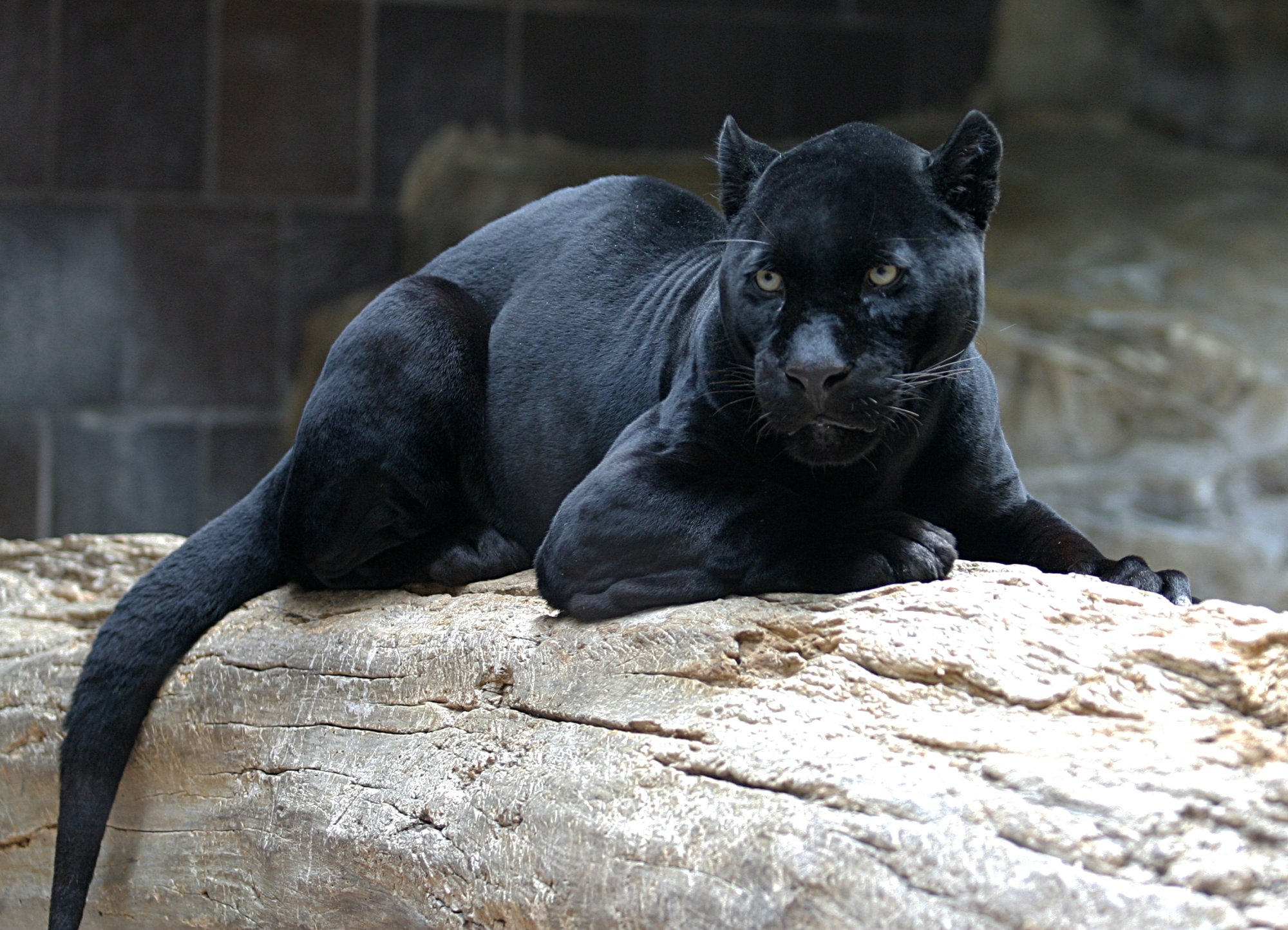
La mascotte symbolique est une panthère noire.

### Devise
La devise de l'Université autonome métropolitaine (UAM) est: La maison ouverte au temps (espagnol: Casa abierta al tiempo
Une traduction de la devise proposée par Miguel León-Portilla (In calli ixcahuicopa). Chaque unité a une couleur distinctive, mais tous les cinq distingue la combinaison de noir et blanc. Le bouclier de l'UAM a pour objectif de parvenir à l'universalité dans l'espace et de la transcendance dans le temps.

### Emblème
L'emblème de l'UAM est une stylisation de son anagramme, dans lequel la première liée à l'institution, dans une sorte de segment de chaîne de l'ADN est présent. Sous l'anagramme est la devise de l'université. L'emblème représente l'institution comme une université flexible et ouvert à toutes les connaissances et les transformations historiques. Dans le même temps, ce est le symbole d'un établissement stable et solide.

### Mascotte
La mascotte symbolique de l'UAM est une panthère noire (Panthera onca). La Panthère Noire est utilisé comme un élément enracinée dans la mythologie méso-américaine, et de chercher ses racines dans la pré-hispanique.
La mascotte a été utilisée par l'équipe de football américain de cette université dans la ligue de football mexicain jusqu'à sa disparition en 2003.

### Hymne
L'hymne de l'université a été introduit en avril 2009. Les auteurs des paroles sont Pedro Moctezuma Barragán et sa fille Lorena Moctezuma Sevilla. L'auteur de la musique est Carlos Arias îles et a été présenté aux mains de l'Orchestre symphonique du Conservatoire national de musique de "La Porte du Temps» dans Dean général de cette université. L'hymne est également traduit en langue nahuatl, traduit par Librado Silva Galeana. Elle a été créée le 11 septembre 2009, le presbytère général, à l'Auditorium Pedro Ramírez Vázquez. (Voir lien externe pour afficher l'hymne)

## Unités (campus)
- UAM

Les cinq campus de l'université avec la couleur d'identification
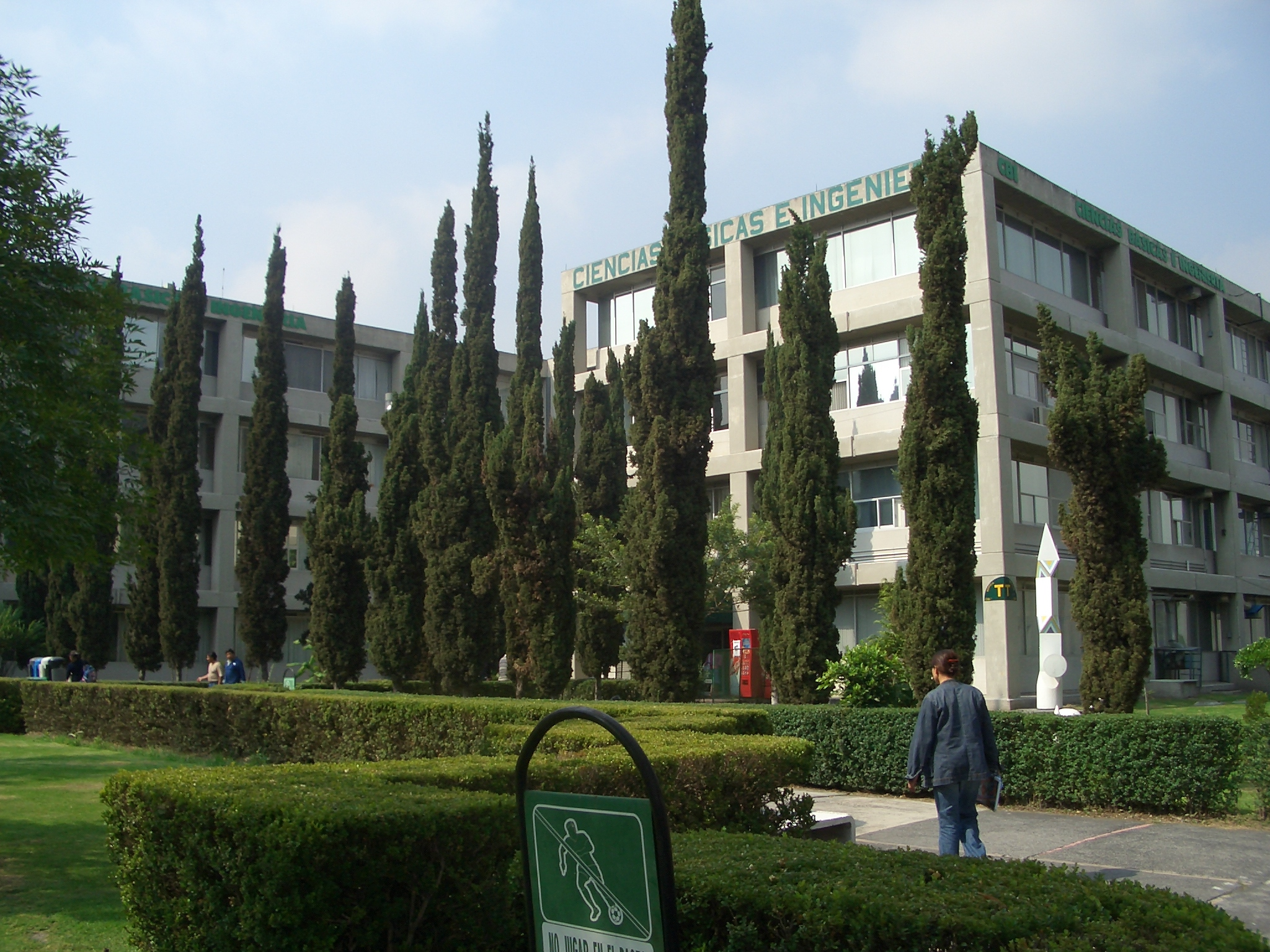
Iztapalapa
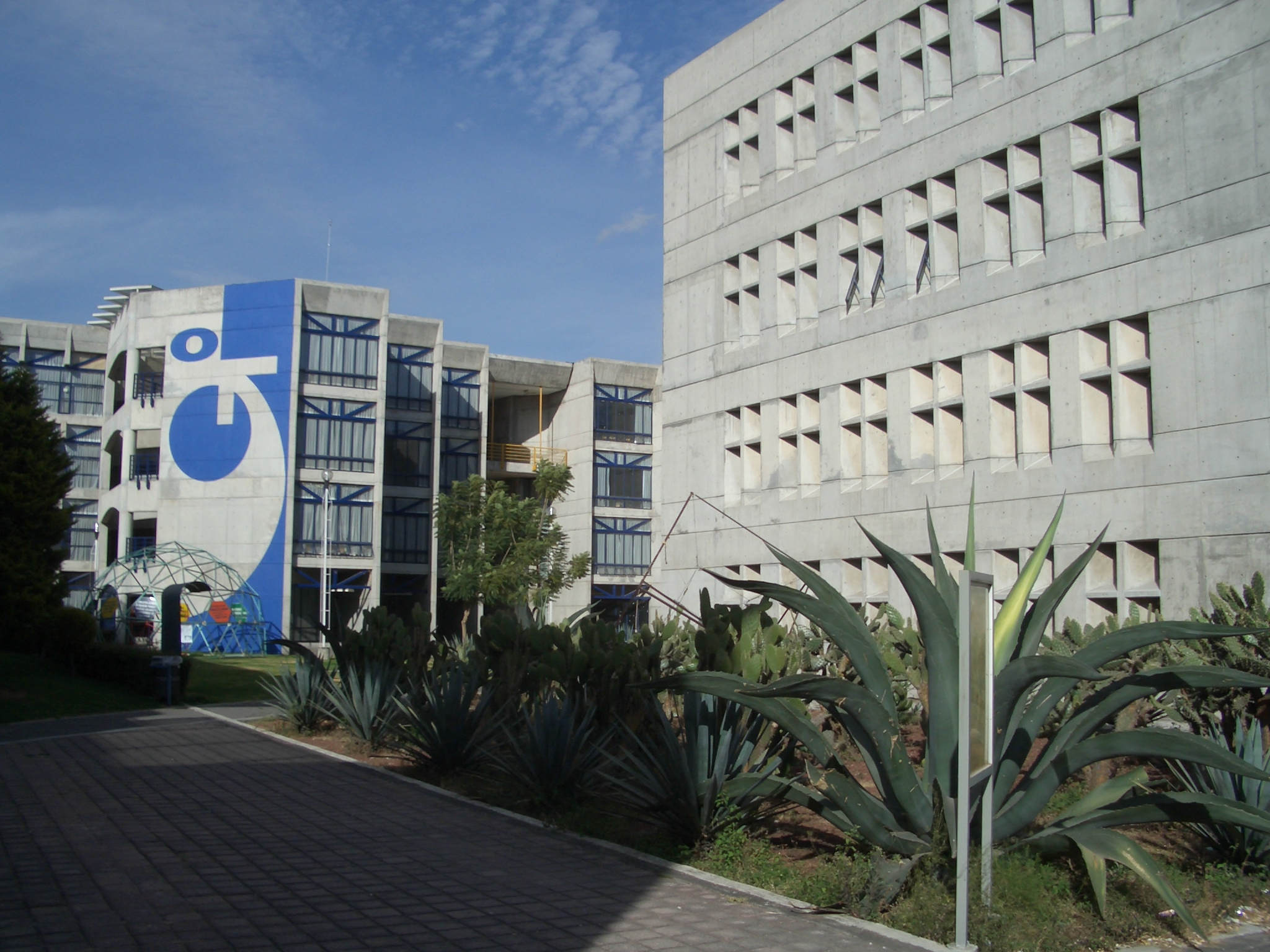
Xochimilco
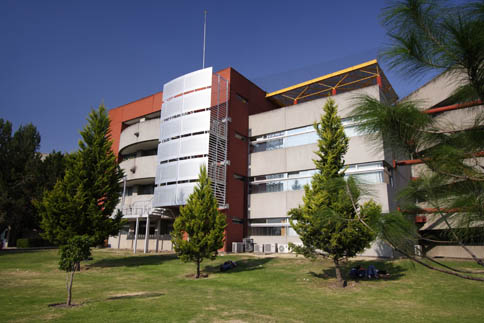
Azcapotzalco
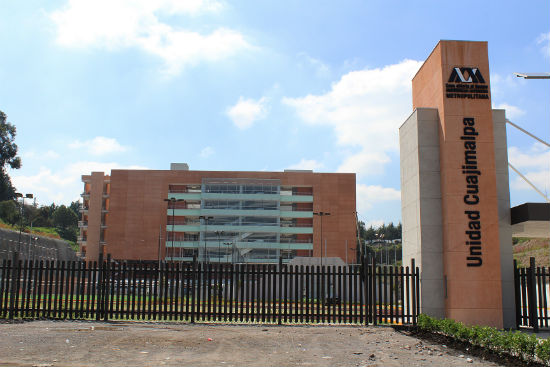
Cuajimalpa
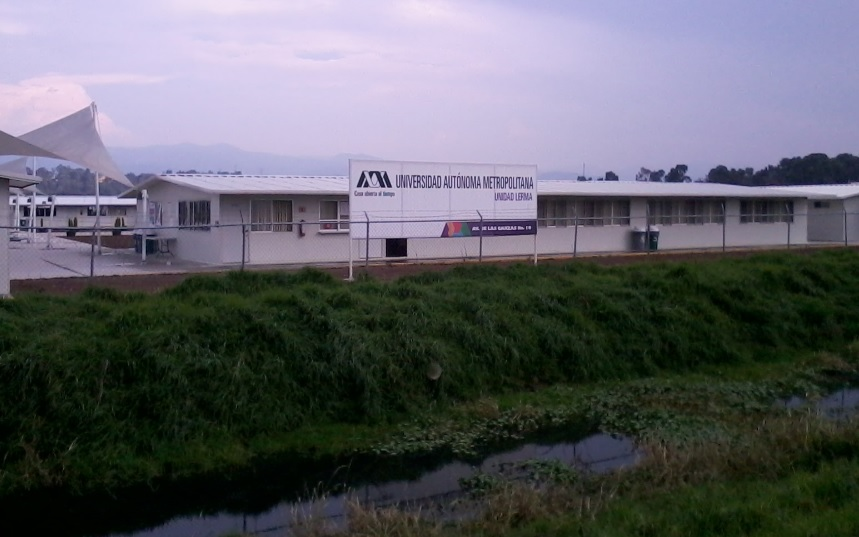
Lerma

- - Iztapalapa
- - Xochimilco
- - Azcapotzalco
- - Cuajimalpa
- - Lerma